# Grangali jezik
Grangali jezik (gelangali, jumiaki; ISO 639-3: nli), jezik naroda Nangalami kojim govori oko 5 000 ljudi (1994.) u dvije doline u Afganistanu, poglavito u gradovima Grangali i Zemiaki te u selu Ningalam, po kojima su dobila imena i tri njihova dijalekta.
Pripada kunarskoj podskupini dardskih jezika, indoeuropska porodica.

## Vanjske poveznice
- Ethnologue (14th)
- Ethnologue (15th)